# درزکوو
درزکوو (به آلمانی: Dersekow) یک شهر در آلمان است که در فرپومرن-گرایفسوالد واقع شده‌است. درزکوو ۱٬۰۴۸ نفر جمعیت دارد.